# 981

## Esdeveniments

### Països Catalans
- Roma, Sacre Imperi Romanogermànic: el Papa Benet VII encarrega al comte-bisbe Miró II de Besalú de transmetre a tots els bisbes i arquebisbes l'epístola que condemna la simonia.

### Món
- Noruega: el viking Eric el Roig parteix amb 700 homes per explorar una illa a l'oest d'Islàndia. La nova illa serà anomenada Groenlàndia.
- Els búlgars envaeixen l'Imperi Romà d'Orient.
- Roma, Sacre Imperi Romanogermànic: s'hi celebra un concili en el qual el papa Benet VII prohibeix la simonia.